# أوستيوجنا
أوستيوجنا (بالروسية: Устюжна) هي إحدى مدن روسيا في الكيان الفدرالي الروسي فولوغدا أوبلاست.